# Tar (laúd)
El târ es un instrumento de cuerda pulsada de mástil largo, de origen persa, difundido en otras culturas como en Azerbaiyán, Georgia, Armenia y otras áreas del Cáucaso. Fue revisado en su rango de sonido actual en el siglo XVIII.
El cuerpo es un doble cuenco de madera de mora, cubierto con una piel delgada de cordero, tensionada. El diapasón tiene de 25 a 28 trastes ajustables. Posee 4 órdenes de cuerda, de los cuales 3 son de doble cuerda (el primer y segundo par de acero y el tercer par de cobre) afinadas en Do-Sol-Do, y el cuarto orden es una cuerda de cobre para bajos afinada en Sol (una octava más baja que la cuerda intermedia) que pasa por afuera del diapasón. Su rango es de cerca de dos y media octavas , y se toca con un plectro.
El arte de la fabricación y práctica musical del tar  fueron declarados Patrimonio Cultural Inmaterial de la Humanidad por la Unesco el 6 de diciembre de 2012 a propuesta de Azerbaiyán.

## Algunos intérpretes

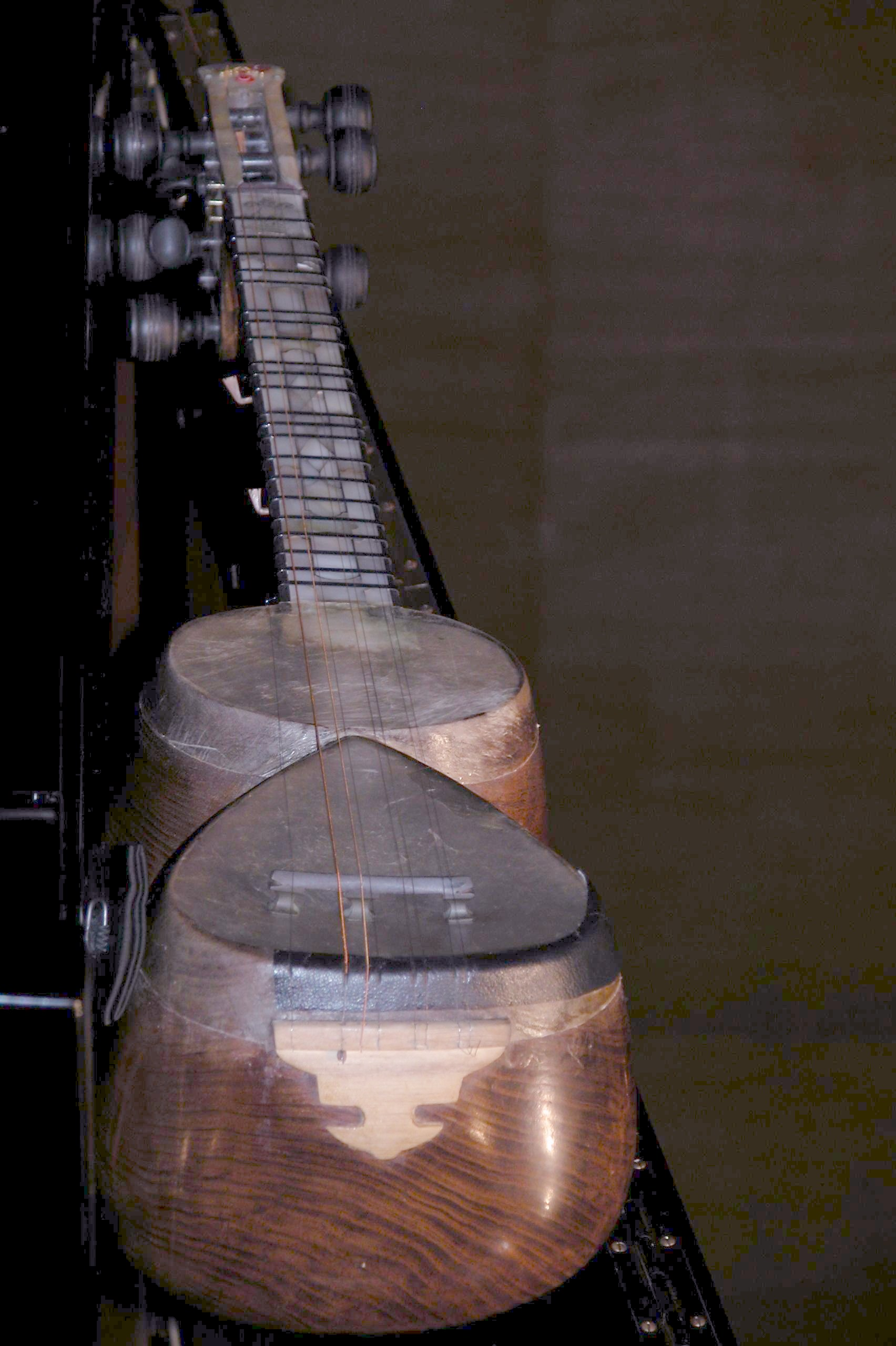
Un tar del Azerbaiyán.

Nojan Kamoosi, Aqa Hosein-Qolí, Gholam-Hosein Darvish, Alí-Naqí Vazirí, Musa Maarufí, Yahya Zarpanyé, Ali-Akbar Shahnazí, Morteza Neydavud, Abdolhosein Shahnazí, Nasrollah Zarrinpanyé. Lotfollah Madchd, Qolam Hosein Bigyé-Janí, Yalil Shahnaz, Farhang Sharif, Hushang Zarif, Fereydun Hafezí, Ramiz_Quliyev Ramiz_Quliyev, Mohammad Reza Lotfí, Hayyi Memmedov, Mayid Derajshaní, Hosein Alizadé, Dariush Talaí, Dariush Pirniyakán, Hamid Motebassem, Keyván Saket, Daniel Hormozí, Parham Nasehpur y Yaron Cherniak.

## Enlaces externos

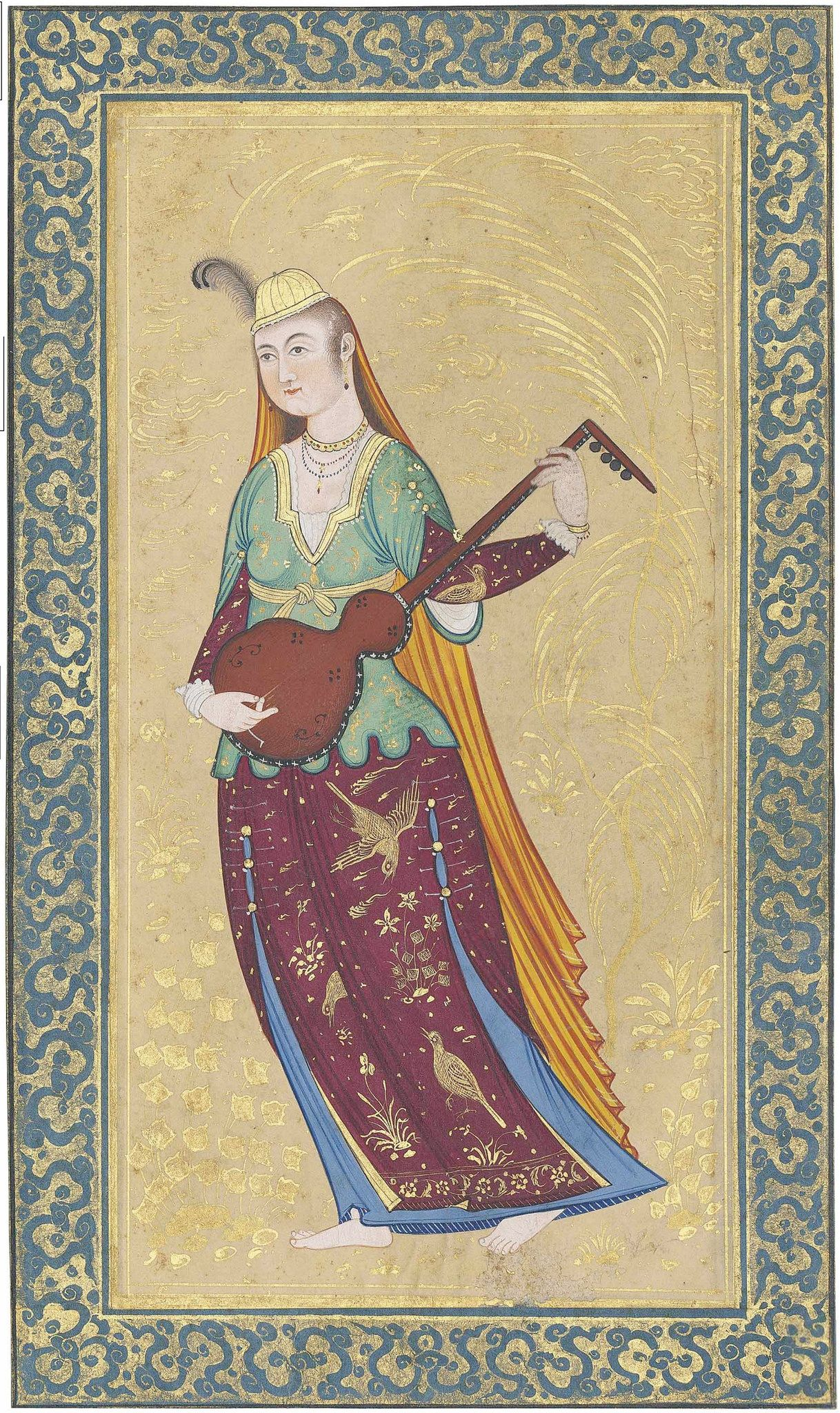
Una mujer con un tar, miniatura iraní de la época Qajar en estilo Safavid.